# 渡嘉敷島
渡嘉敷島（とかしきじま）は、沖縄県島尻郡渡嘉敷村に属する島である。那覇の西方約30kmに位置し、慶良間諸島の中で最も大きい島で諸島の東端にある。渡嘉敷村の役場が設置されるなど、慶良間諸島を構成する主たる島の一つとなっている。

## 交通

### 航路
- 渡嘉敷村営
  - 那覇港（泊埠頭） - 渡嘉敷港 （高速船「マリンライナーとかしき」で35分：2-3便/日、フェリー「フェリーとかしき」で70分：1便/日）
フェリーについては2013年3月より新船「フェリーとかしき」に代替され、旧船「フェリーけらま」は退役した[1][2]。
- 座間味村営
  - 座間味港（座間味島） - 阿嘉港（阿嘉島） - 阿波連港
「ケラマ航路」と通称される。2013年4月より座間味村の行政連絡船を使用し運航を開始した。1日2便が設定されているが、予約があるときのみ運航するオンデマンド方式である[3][4]。
- 慶良間空港からは、かつて定期航路が存在したが後に廃止されている。
- 渡嘉敷村に属し、数世帯が居住しているとされる前島との定期航路は存在しないため、同島へ渡る場合はツアーに参加するか漁船等をチャーターする必要がある。

### 島内交通
渡嘉敷港 - 阿波連ビーチ間でとかしき観光バスが乗合バスを運行している。所要時間20分。渡嘉敷港での定期船の発着に合わせて運行される。途中、役場前に停車する。
- マリンライナーとかしき - 那覇港
- フェリーとかしき - 渡嘉敷港
- フェリーけらま（退役） - 那覇港
- みつしま - 阿波連港
- 島内の乗合バス

## 歴史
先史時代から人の居住があり、舟越（ヒナクシ）貝塚などの遺跡がある。琉球王朝時代に代々渡唐船の船頭を務めた根元家を始めとして優秀な船乗りを輩出しており、17世紀半ばには沖縄と中国を往来する船の監視を目的に座間味島・渡名喜島・久米島とともに烽火台（「ヒータティヤー」）が設置されている。
第二次世界大戦末期、沖縄戦では、渡嘉敷島に海上挺進第3戦隊 (隊長: 赤松嘉次) の基地が置かれていたため、米軍の激しい攻撃にさらされた。3月27日の米軍上陸後、28日には赤松隊の命令で赤間山の空き地に集められ集団自決が始まった。住民の約半数にあたる368名が犠牲となった。自決場に「白玉之塔」が建立されたが、1962年、米軍が赤間山に地対空ホークミサイル基地を建設するために接収し、山は大きく削られた。慰霊碑は儀津岬に移された。1972年に基地は返還され国有地となり、現在は「国立沖縄青少年交流の家」となっている。

## 産業
全産業従事者の内で第三次産業従事者が80%以上を占め、年間来島者が島内人口の100倍以上の10万人を超えるなど、観光業が主産業となっている。
漁業・農業従事者はいずれも5%未満だが、周辺海域は好漁場で小規模ながら一本釣り・はえ縄によるマグロやカツオ漁が行われている。また、島には森林が多く水資源が豊富なこともあり、渡嘉敷地区では稲作も営まれている。

## 観光
周辺の島々とともに一帯は、サンゴが密生するサンゴ礁、ザトウクジラの繁殖海域、白い砂浜、海食崖と風衝地特有の植生で知られる慶良間諸島国立公園となっている。渡嘉敷島自体に阿波連・渡嘉志久という2つの美しいビーチがある一方、海の透明度は50-60メートルに及ぶなど世界でも屈指で、ダイビングを始めとしたマリンスポーツが盛んである。また、12月末から3月にかけて島の周辺を回遊するザトウクジラを狙ったホエールウォッチングも行われる。

### 主な施設・観光名所
- 阿波連ビーチ
阿波連集落に沿って約800mの白砂の浜が続く。正面にシブがき島がある。
阿波連ビーチは2016年にトリップアドバイザーが発表した「トラベラーズチョイス世界のベストビーチ2016」の日本国内のランキングで6位となった[9]。
- 渡嘉志久（とかしく）ビーチ
半円状に約800m続く白砂の浜。宿泊施設が少ないため、阿波連ビーチに比べて人が少ない。
- 離島（はなりじま）[10]
阿波連集落の沖合約800mに位置する無人島[10]。1988年にテレビ番組の企画でアイドルグループシブがき隊の解隊を記念して「シブがき島」と命名された。島の岩壁の下には、シブがき隊の3人を模した胸像が設置されたが後に酷く破損して原型は留めていない[11]。破損の理由は台風により石が当たったせいとも、ファンの誰かが持っていってしまったとも言われている[11]。2000年代にメンバーだった布川敏和が桑野信義と共に、以前とは違う姿で改修しているが、2010年時点で再び劣化している[12]。
- 赤間山
360°視界が開け、西に慶良間諸島、東に沖縄本島、のほか、晴天時には粟国島・伊江島等も見ることができる。
- ヒータティーヤー（烽火台）
- 根元家の石垣
琉球王朝時代に建てられた石灰岩を精巧に積み上げた石垣。建設当時の同家の繁栄ぶりとの職人の技術の高さを垣間見ることができる。村指定有形文化財。
- 白玉の塔
- 戦跡碑
- 集団自決跡地碑
- 歴史民俗資料館
島内の歴史・民俗関係の資料を展示している。沖縄戦時の遺品や、ザトウクジラ（幼獣）の骨格標本もある。
- 国立沖縄青年の家
- 渡嘉敷村青少年旅行村
- 舟越（ヒナクシ）貝塚
- 阿波連浦貝塚
- 船越原遺跡

- 阿波連ビーチ
- 阿波連ビーチ
- ハナレ島周辺
- 渡嘉志久ビーチ
- 根元家の石垣
- 白玉之塔
- 集団自決跡地碑